# Zelenchuk Mostovói
Zelenchuk Mostovói (del ruso: Зеленчук Мостовой) es un jútor del raión de Otrádnaya del krai de Krasnodar, en Rusia. Está situado en la orilla izquierda del río Bolshói Zelenchuk, afluente del Kubán, frente a Beslenéi (de la república de Karacháyevo-Cherkesia), 23 km al sudeste de Otrádnaya y 234 km al sureste de Krasnodar, la capital del krai. Tenía 307 habitantes en 2010.
Pertenece al municipio Udobnienskoye.